# Okus krvi
Okus krvi (originalno True Blood) je američka dramska televizijska serija koju je kreirao i producirao Alan Ball (kreator serije Dva metra pod zemljom). Temeljena je na seriji romana The Southern Vampire Mysteries autorice Charlaine Harris, a opisuje zajednički život vampira i ljudi u izmišljenom gradiću Bon Temps (država Louisiana). Glavni lik serije je Sookie Stackhouse (Anna Paquin), konobarica koja ima telepatske sposobnosti, a koja se zaljubljuje u vampira Billa Comptona (Stephen Moyer). 
Serija se prikazuje na američkoj televizijskoj mreži HBO. HBO ju također i producira u suradnji s produkcijskom kućom Alana Balla, Your Face Goes Here Entertainment. Započela je s emitiranjem 7. rujna 2008. godine.
Prva sezona polučila je veliki kritički uspjeh i osvojila nekoliko nagrada, uključujući Zlatni globus i Emmy. Druga sezona serije započela je s emitiranjem 14. lipnja 2009., a treća 13. lipnja 2010. godine. 21. lipnja 2010. HBO je službeno objavio da će se snimati i četvrta sezona koja bi sa svojim emitiranjem trebala započeti u ljeto 2011. godine.

## Produkcija

### Razvoj serije
Kreator serije Alan Ball već je ranije radio s televizijskom mrežom HBO na seriji Dva metra pod zemljom koja je trajala pet sezona. U listopadu 2005. godine, nakon što je Dva metra pod zemljom završila s emitiranjem, Ball je potpisao 12-godišnji ugovor s HBO-om za razvoj i produciranje programa televizije. Okus krvi postao je prvi takav projekt, nakon što se Ball upoznao sa serijom romana autorice Charlaine Harris. Jednoga dana, dok je išao na pregled kod zubara, Ballu je u knjižari zapeo za oko naslov Dead Until Dark, prvi nastavak popularne serije knjiga. Nakon što je pročitao uvod, zainteresirao se za donošenje Harrisine vizije na televiziju. Iako je Harris već do tada imala dvije opcije za adaptaciju knjiga, odlučila se za Balla budući je mislila da je on u potpunosti shvatio što ona pokušava reći s knjigama.
Pilot epizoda u trajanju od sat vremena naručena je odmah po potpisu ugovora, a napisao ju je, režirao i producirao sam Ball. U veljači 2007. godine službeno je objavljeno da će se u glavnoj glumačkoj ekipi nalaziti Anna Paquin, Sam Trammell i Ryan Kwanten, a u travnju iste godine pridružio im se i Stephen Moyer. Pilot epizoda snimljena je u rano ljeto 2007. godine i službeno je trebala biti prikazana u kolovozu, kada je Ball već napisao nekoliko sljedećih epizoda. Produkcija same serije krenula je u kasnu jesen, a glumicu Brook Kerr (koja je u originalnoj pilot epizodi glumila like Tare Thornton) zamijenila je glumica Rutina Wesley. Još su dvije epizode snimljene prije nego što je štrajk scenarista 2007/2008. prekinuo produkciju do 2008. godine. U rujnu iste godine, nakon što su emitirane samo prve dvije epizode, HBO je naručio kompletnu drugu sezonu od 12 novih epizoda čija je produkcija započela u siječnju 2009. godine za ljetno prikazivanje.

### Uvodna špica
Uvodnu špicu serije koja je nominirana na nagradu Emmy napravio je Digital Kitchen, produkcijski studio koji je također napravio i uvodne špice na serijama kao što su Dva metra pod zemljom i Dexter. Tijekom špice, koja se uglavnom sastoji od scena koje opisuju područje američkog juga, svira pjesma "Bad Things" u izvedbi pjevača Jacea Everetta. 
U konceptualnom smislu, studio Digital Kitchen želio je napraviti špicu koja će se bazirati na ideji "kurve u kući molitve" (The Whore in the House of Prayer) u kojoj se isprepliću kontradiktorne scene seksa, nasilja i religije, a koje promatra nadnaravno, predatorsko biće. Studio je također želio istražiti ideje iskupljenja i oprosta, pa zbog toga špica napreduje od jutra do noći i kulminira baptizmom. 
Većinu scena snimio je sam studio na stvarnim lokacijama. Snimateljska ekipa otišla je na četverodnevno putovanje u državu Louisianu, a neke scene također su snimane i u crkvi u Chicagu te u baru u Seattleu. Neki članovi snimateljske ekipe pojavljuju se u cameo ulogama tijekom špice.
Tijekom montažnog procesa, studio je želio prikazati kako religiozni fanatizam i seksualna energija mogu iskvariti ljude i pretvoriti ih u životinje. Zbog toga nekoliko scena je naglo odrezano kako bi se dobilo na nervoznom osjećaju tijekom gledanja, a poneke scene idu unatraške. Također, nekoliko scena prekriveno je kapljicama krvi. 
U izdanju TV Guidea za 2010. godinu, prema izboru čitatelja, uvodna špica nalazi se na petom mjestu najboljih uvodnih špica televizijskih serija.

### Glazba
Supervizor glazbe u seriji Gary Calamar rekao je da mu je cilj za službeni soundtrack stvoriti nešto močvarno i zastrašujuće, s primjesama pravog bluesa. Na soundtracku se pojavljuju lokalni glazbenici iz Louisiane, a albumi su dva puta nominirani za nagradu Grammy.
Nathan Barr piše originalnu glazbu u seriji služeći se instrumentima kao što su violončelo, gitara, klavir i harmonika. Ujedno on sam i izvodi glazbu. Glavna pjesma serije je "Bad Things" u izvedbi country pjevača Jacea Everetta s njegovog debitantskog albuma iz 2005. godine. 
Službeni soundtrack pušten je u prodaju 19. svibnja 2009. godine, istoga dana kada je izašla i kompletna prva sezona serije na DVD-u i Blu-ray formatu. Originalna glazba Nathana Barra izdana je na CD-u 8. rujna 2009. godine. Drugi službeni soundtrack serije izašao je 25. svibnja 2010. godine, nekoliko tjedana prije početka emitiranja treće sezone.

## Glumačka postava i likovi
Serija Okus krvi sadržava određeni broj regularnih, glavnih likova, ali i veliki broj sporednih likova. Iako je radnja serije smještena u izmišljenom gradiću Bon Temps, Louisiana, veliki broj glumaca koji čine glumačku postavu uopće nisu iz SAD-a. U jednom od svojih intervjua, Ball je izjavio da nije namjerno tražio neameričke glumce, već da mu je primarni cilj bio izabrati glumca koji će udahnuti pravi život svom liku. Tijekom castinga glavni je fokus bio taj da li sam glumac može iznijeti napisani lik, a ne da li glumac fizički liči na lika iz knjige. Ball je također izjavio da je spisateljica Harris, unatoč očitim razlikama u radnji serije i radnjama romana, zadovoljna načinom kako se njezin rad interpretira na televiziji. 

### Glavni likovi
- Sookie Stackhouse - konobarica s telepatskim sposobnostima, zaposlena u baru Merlotte's koja u prvoj epizodi spašava vampira Billa Comptona od dvoje ljudi koji mu žele popiti svu krv
- Bill Compton - glavni vampir serije preko kojeg gledatelji saznaju sve detalje o vampirima i njihovom načinu "života"
- Jason Stackhouse - ne previše pametan, stariji Sookiein brat, najveći ženskaroš u seriji koji na početku biva optužen za ubojstva nekoliko djevojaka s kojima je spavao, a nakon što se dokaže njegova nevinost, pridružuje se udruzi Felloship of the Sun čija je namjera istrijebiti vampire
- Sam Merlotte - vlasnik bara u kojem se događa veliki dio radnje, veliki obožavatelj Sookie Stackhouse, ujedno ima sposobnost mijenjanja oblika (tzv. shapeshifter) pa se može transformirati u psa
- Tara Thornton - najbolja Sookieina prijateljica, također konobarica u baru Merlotte's, godinama zaljubljena u Sookieinog brata Jasona; jedno kratko vrijeme nalazila se u vezi s vlasnikom bara Samom Merlotteom, a kasnije je pronašla svoju prvu pravu ljubav - Eggsa Benedicta Talleyja; nakon što veza završi tragično, Taru otme vampir psihopat
- Lafayette Reynolds - kuhar u baru Merlotte's, jedini od glavnih muških likova koji je homoseksualac, ujedno i diler droge koji se nesretnim slučajem okolnosti spetlja s vampirima i primoran je prodavati njihovu krv na crnom tržištu
- Eric Northman - vlasnik bara Fangtasia, vampir i šerif Petog Područja ("Area 5") u državi Louisiana, vrlo zainteresiran za Sookie i njezine čudne sposobnosti koji ujedno i ne skriva osjećaje koje gaji prema njoj
- Andy Bellefleur - detektiv u policijskoj postaji gradića Bon Temps koji rješava slučaj serijskih ubojstava u prvoj sezoni, a u trećoj postaje šerif nakon što dotadašnji šerif da otkaz
- Hoyt Fortenberry - prijatelj i radni kolega Jasona Stackhousea koji se do ušiju zaljubi u vampiricu Jessicu
- Jessica Hamby - 17-godišnja djevojka koju Bill ubije i od nje napravi novog vampira iz razloga što je ubio jednog, pokušavajući ga zaustaviti da ne ubije Sookie; Jessica je zaljbuljena u Hoyta, ali ne želi da budu zajedno zbog bojazni da se nikada neće moći kontrolirati od ubijanja ljudi i pijenja njihove krvi
- Pam De Beaufort - beskrupulozna i često hladna vampirica koju je takvom učinio njezin stvaratelj Eric Northman; njih dvoje zajedno su već preko 100 godina, a u nekim epizodama pričaju na švedskom jeziku; lezbijka
- Arlene Fowler - konobarica u baru Merlotte's, udavala se četiri puta, ima dvoje djece; iako joj je srce na mjestu, otvoreni je rasist i protivnik vampira te ne odobrava vezu Sookie i Billa

## Gledanost i nagrade
Serija Okus krvi iznimno je hvaljena od strane kritičara i publike. Prvu epizodu serije gledalo je skromnih 1,44 milijuna gledatelja u SAD-u. Međutim, do mjeseca studenog iste godine brojka je narasla na 6,8 milijuna prosječnih gledatelja. Finalnu epizodu prve sezone gledalo je 2,4 milijuna gledatelja.
Premijeru druge sezone gledalo je 3,7 milijuna ljudi, čime je serija došla na drugo mjesto najgledanijih HBO-ovih programa svih vremena, odmah poslije finala serije Obitelj Soprano. Ukupan broj gledatelja za drugu sezonu iznosio je 5,1 miljiun. Deseta epizoda druge sezone postavila je dotadašnji novi rekord u gledanosti serije - gledalo ju je 5,3 milijuna ljudi. Finale druge sezone gledalo je 5,1 milijun gledatelja.
Jedanaesta epizoda treće sezone postavila je novi rekord s 5,44 milijuna gledatelja u SAD-u.
Okus krvi najgledanija je televizijska serija u produkciji HBO-a još od serije Obitelj Soprano. 
Što se televizijskih nagrada tiče, prva sezona osvojila je Zlatni globus za najbolju glumicu u dramskoj seriji (Anna Paquin). Prva sezona također je bila nominirana za najbolju seriju (drama), a obje su nominacije ponovljene i za drugu sezonu. Prva sezona osvojila je prestižnu televizijsku nagradu Emmy za najbolji casting. Druga sezona imala je pet nominacija, uključujući i onu za najbolju seriju (drama), ali nije osvojila niti jednu nagradu. 

## Serija na DVD-ovima i Blu-rayu
Do danas su izdane prve dvije sezone serije na DVD-ovima i u Blu-ray formatu za drugu regiju. Obje sezone osim svih epizoda sadržavaju i posebne dodatke. U Hrvatskoj još nije izdana niti jedna sezona serije, iako se serija može pratiti na HBO Adriji.